# بال فرشته
بال فرشته (به انگلیسی: Angel wings) یک شیرینی ترد سنتی است که از خمیر که به شکل نوارهای پیچ‌خورده نازک شکل گرفته درست می‌شود. خمیر را سرخ کرده و روی آن را با شکر قنادی پوشش می‌دهند. بال فرشته که در بسیاری از غذاهای اروپایی رایج است، توسط جمعیت مهاجر در سایر غذاهای منطقه ای (مانند غذاهای آمریکایی) گنجانده شده است. آنها درست در دوره قبل از چله روزه، یا در طول کارناوال و در پنجشنبه چاق، آخرین پنجشنبه قبل از روزه خورده می‌شوند. در برخی کشورها رسم بر این است که شوهران در روز جمعه سیزدهم بال فرشته به همسران خود می‌دهند تا از بدشانسی در امان بمانند.

## مواد تشکیل دهنده
موادی که در تهیه بال فرشته استفاده می‌شود معمولاً شامل آرد، آب یا شیر، زرده تخم مرغ، شکر قنادی، وانیل و نمک است.
شیر را با خمیرمایه و شکر مخلوط کرده و صبر می‌کنند تا حباب بزند. سفیده‌ها را جداگانه هم می‌زنند. مواد را با هم مخلوط کرده و خمیر لطیفی را درست می‌کنند. یک ساعت خمیر را استراحت داده و سپس خمیر را پهن کرده، برش داده و سرخ می‌کنند. در نهایت هم در شکر قنادی زده و سرو می‌کنند.

## انواع

### بلغارستان
در بلغارستان به بال‌های فرشته کوکورینی می‌گویند و فقط در بانسکو، جنوب شرقی بلغارستان یافت می‌شود. روی آنها معمولاً پودر قند پاشیده می‌شود.

### کرواسی و اسلوونی

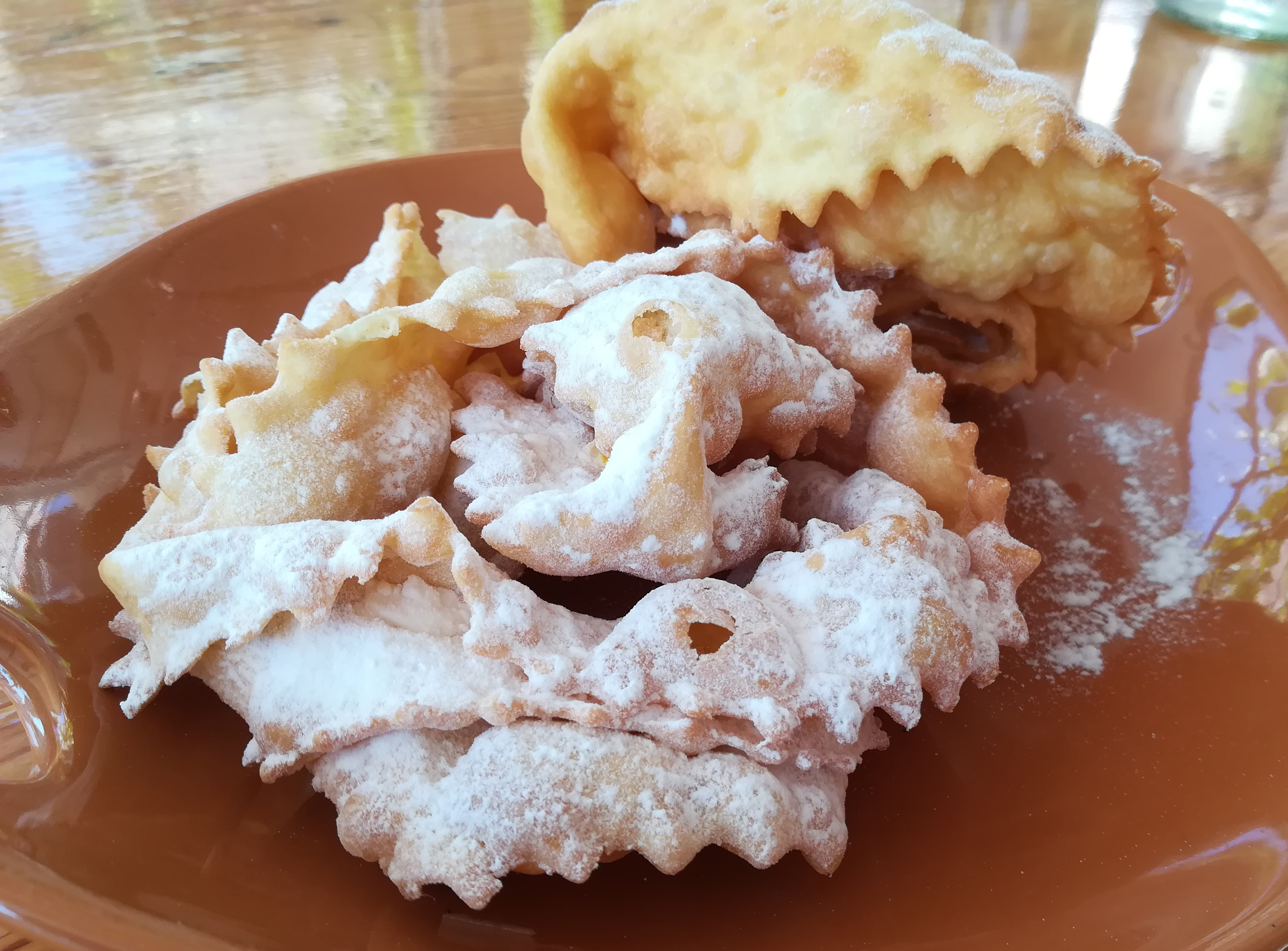
کروستل

کروستل یک شیرینی سنتی کرواسی و اسلوونی است که از خمیر سرخ کردنی درست می‌شود.

### فرانسه
در فرانسه، شیرینی سرخ شده در مرکز شرق فرانسه، از جمله لیون و سن اتین تهیه می‌شود. به‌طور سنتی، مغازه‌های کالباس لیون، این شیرینی‌ها را درست قبل از چله روزه می‌فروختند، زیرا چربی بالایی دارند. همچنین این شیرینی‌ها را از اضافات روغن‌های مصرفی در خانه درست می‌کنند تا از هدر رفت روغن جلوگیری کنند.
این مدل شیرینی فرانسوی به نام باگن معروف است و دارای دو مدل نرم و ترد هستند. نوع نرم این شیرینی به نام شیرینی بالشی معروف است و خمیر آن را فرم نمی‌دهند.

### لهستان
در لهستان این شیرینی را باورکی می‌نامند. باورکی به نوارهای رنگارنگ چسبانده شده به لباس‌های زنانه یا مردانه، مخصوصاً روبان‌هایی که توسط خانم‌های شوالیه‌های قرون وسطایی استفاده می‌شد، گفته می‌شود.

### مجارستان
در نوع مجارستانی از زرده و سفیده تخم مرغ، آرد، خمیرمایه، خامه ترش، شکر، نمک استفاده می‌شود. آنها را سرخ می‌کنند و روی آن‌ها پودر قند پاشیده می‌شود. شیرینی بال فرشته یکی از شیرینی‌های سنتی مجارستانی برای پذیرایی در عروسی است.

### لیتوانی
در لیتوانی نام این شیرینی چوب کوچک است. برش‌هایی روی خمیر می‌زنند و در روغن یا چربی خوک سرخ می‌کنند.

### ایالات متحده آمریکا
در ایالات متحده، بسیاری از شیرینی پزی‌های محلی در شهرهای کلیولند، شیکاگو، بوفالو و دیترویت بال‌های فرشته می‌سازند و به ویژه در تعطیلات عید پاک و کریسمس محبوبیت زیادی دارند. در طول آن تعطیلات، برخی از شیرینی پزها از مردم می‌خواهند که بال‌های فرشته خود را از قبل سفارش دهند.